# Śluza Oława I
Śluza Oława I – śluza wodna zlokalizowana w 213,30 km biegu rzeki Odry, zbudowana w ramach Stopnia Wodnego Oława. Śluza Oława I jest śluzą komorową, położoną na Odrzańskiej Drodze Wodnej, stanowiącej europejski szlak wodny – trasa E–30. Wymiary śluzy są następujące: 55,0 x 9,6 m, przy spadzie wynoszącym 4,37 m. Zamknięcia stanowią wrota wsporne. Na prawym brzegu śluzy, za groblą rozdzielającą, zlokalizowany jest Jaz Oława.
Śluza Oława I jest położona na skanalizowanym odcinku rzeki Odra, w kanale położonym bezpośrednio przy jazie. Poprzednią śluzą na śródlądowym szlaku wodnym jest Śluza Lipki położona w odległości 7,3 km, a następną jest Śluza Ratowice położona w odległości 12,20 km. Równolegle do Śluzy Oława I w ramach Stopnia Wodnego Oława, położona jest większa Śluza Oława II. Zlokalizowana jest ona w odległości około 1,5 km w linii prostej od Śluzy Oława I, w wybudowanym kanale skracającym.